# Xinxia Shuiku
Xinxia Shuiku (kinesiska: 新峡水库) är en reservoar i Kina. Den ligger i provinsen Hubei, i den centrala delen av landet, omkring 500 kilometer väster om provinshuvudstaden Wuhan. Xinxia Shuiku ligger 531 meter över havet. I omgivningarna runt Xinxia Shuiku växer huvudsakligen savannskog.
Genomsnittlig årsnederbörd är 1 681 millimeter. Den regnigaste månaden är maj, med i genomsnitt 292 mm nederbörd, och den torraste är december, med 20 mm nederbörd.